# جايسون راموس
جايسون راموس (بالإنجليزية: Jason Ramos) هو لاعب كرة قدم أمريكي، ولد في 9 أكتوبر 1998 في مونتيبيلو في الولايات المتحدة. لعب مع Cal Poly Mustangs men's soccer ‏.